# پیکان‌های سه‌رنگ
پیکان‌های سه‌رنگ (Frecce Tricolori)، تیم آکروجت نیروی هوایی ایتالیا است. این تیم در پایگاه هوایی ریولتو، استان اودینه مستقر است که در 1 مارس 1961 به عنوان یک مرکز دائمی برای آموزش خلبانان آکروجت نیروی هوایی ایتالیا ایجاد شد. 

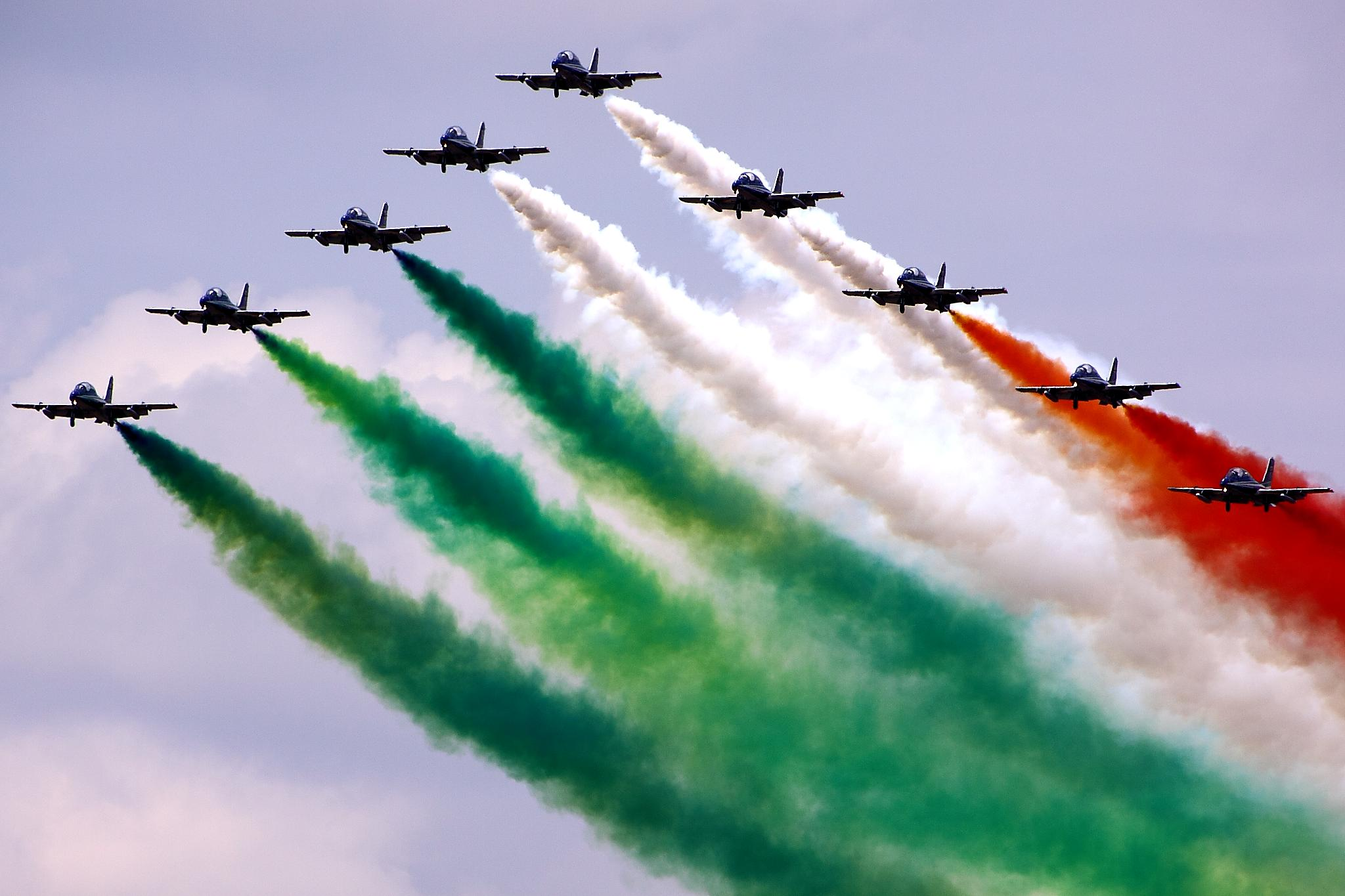
پیکان‌های سه‌رنگ با خط دود که رنگ های ملی ایتالیا را نشان می دهد، در جشن روز استقلال، سال 2011

## همچنین ببینید
- فهرست تیم‌های آکروجت

## مراجع
1. ↑  "Storia delle Frecce Tricolori" (به ایتالیایی). Retrieved 15 October 2019.

## لینک های خارجی
- Aermacchi MB-339 PAN for Digital Combat Simulator
- Aermacchi MB-339 PAN for FlightGear
- Frecce Tricolori on Airliners.net
- Air14 Payerne